# Reynaldo Bignone
Reynaldo Benito Antonio Bignone (Morón, 1928. január 21. – 2018. március 7.) argentin tábornok, 1982. július 1-től 1983. december 10-ig Argentína elnöke, diktátora. 2010-ben 25 év börtönre ítélték emberrablásokban, kínzásokban, gyilkosságokban való részvétele miatt a Kondor hadművelet idején (1974–1983), később életfogytig tartó börtönbüntetést kapott.